# 周平 (1968年)
周平（1968年—），重庆人，汉族，中华人民共和国政治人物、第十一届全国人民代表大会重庆地区代表。
毕业于重庆交通学院土木工程专业，是中共党员。担任重庆市港航管理局嘉陵江航道管理段段长、党支部书记。2008年起担任全国人大代表。